# Samtgemeinde Eschede

Ligging van de voormalige Samtgemeinde

Wapen van de voormalige Samtgemeinde Eschede

De Samtgemeinde Eschede was een Samtgemeinde in de Duitse deelstaat Nedersaksen. De gemeente behoorde bestuurlijk tot de Landkreis Celle.
De Samtgemeinde was een samenwerkingsverband tussen de gemeenten Eschede, Habighorst, Höfer en Scharnhorst. Op 1 januari 2014 werden deze vier deelnemende gemeenten opgeheven en fuseerden zij tot de nieuwe Einheitsgemeinde Eschede. Hiermee is de Samtgemeinde komen te vervallen.
Buiten de bestuurlijke vernieuwing is de nieuwe gemeente Eschede vrijwel identiek aan de voormalige Samtgemeinde. Eschede is gelegen in een van de dunbevolkte gebieden in het westen van Duitsland en heeft een oppervlakte van 195,9 km², waarvan ruim twee derde natuurgebied is. Op 31 december 2012 telde de Samtgemeinde 6090 inwoners.